# Mecas marmorata
Mecas marmorata là một loài bọ cánh cứng trong họ Cerambycidae.